# Clavarctus falculus
Genre
Espèce
Clavarctus falculus, unique représentant du genre Clavarctus, est une espèce de tardigrades de la famille des Halechiniscidae. 

## Distribution
Cette espèce est endémique de l'océan Indien.

## Publication originale
- Renaud-Mornant, 1983 : Tardigrades abyssaux nouveaux de la sous-famille des Euclavarctinae n. subfam. (Arthrotardigrada, Halechiniscidae). Bulletin du Muséum National d'Histoire Naturelle Section A Zoologie Biologie et Écologie Animales, vol. 5, no 1, p. 201-219.